# Хвольсон, Даниил Авраамович
Дании́л Авраа́мович Хво́льсон (имя при рождении — Ио́сиф; 21 ноября [3 декабря] 1819, Вильна — 23 марта 1911[…], Санкт-Петербург) — русский востоковед (семитолог, гебраист), историк, лингвист, заслуженный профессор, член-корреспондент Императорской академии наук по разряду восточных языков (избран 5 декабря 1858).
Работы по истории Востока и народов Восточной Европы, по истории христианства, по истории письменности (арабской, еврейской), древнееврейскому языку, ассириологии. Один из редакторов научного перевода Библии на русский язык.

## Биография
Родился 21 ноября (3 декабря) 1819 года в Вильне в бедной еврейской семье. Получил религиозное еврейское образование в хедере и йешиве виленского раввина Израиля Гинцбурга, изучал Танах, Талмуд и комментаторов Талмуда. До 18 лет не знал ни одного языка, кроме древнееврейского и идиша. Самостоятельно изучил немецкий, а затем французский и русский языки.
В дальнейшем, под влиянием идей Хаскалы решил продолжить образование и пешком отправился в Ригу, а оттуда в 1841 году в Бреславль к ориенталисту Аврааму Гейгеру. Под его покровительством в течение четырёх лет готовился к поступлению в Бреславльский университет, который затем и окончил. Первый печатный труд «Materialien zu Biographien jüdischer Gelehrten, die unter den Arabern gelebt» опубликовал в 1846 году в приложении к журналу «Der Orient» Ю. Фюрста. В 1850 году получил степень доктора философии от Лейпцигского университета за диссертацию: «Die Ssabier und der Ssabismus» («О сабейцах и сабеизме»). Вернулся в Россию. Результатом его изысканий явился обширный труд, снабжённый рецензией Генриха Флейшера и изданный на средства Императорской академии наук в доработанном виде в Санкт-Петербурге в 1856 году под тем же заглавием. В 1851 году поступил на службу в Министерство народного просвещения в качестве члена Комитета для рассмотрения еврейских учебных руководств, после ликвидации которого в 1877 году Хвольсон возложил на себя его функции. Приняв православие, в 1855 году был назначен исправляющим должность экстраординарного профессора по кафедре еврейской, сирийской и халдейской словесности на Восточном факультете Санкт-Петербургского университета. Утверждён экстраординарным профессором в 1866 году, в 1870 — ординарным, в 1880 — заслуженным ординарным профессором. В последние годы (с 1886) — внештатный профессор на той же кафедре.

Хвольсону приписывается фраза: 
Лучше быть профессором в Петербурге, чем меламедом в Эйшишках.
С 1858 по 1884 годы — экстраординарный профессор на кафедре еврейского языка и библейской археологии Санкт-Петербургской духовной академии. Преподавал еврейский язык с 1858 по 1883 годы в Санкт-Петербургской римско-католической академии. В 1884 году избран почётным членом Санкт-Петербургской духовной академии, в 1890 году — корреспондентом Real Academia de la Historia в Мадриде, в 1896 году — почётным членом Императорского Русского археологического общества, в 1908 году — почётным членом Императорской академии наук.
Умер 23 марта (5 апреля) 1911 года в Петербурге; похоронен на Смоленском православном кладбище (уч. 11).

## Научная деятельность и труды
Работы Хвольсона свидетельствуют о глубоком и всестороннем изучении всей области семитских литератур. Он ввёл в научный оборот многие неизвестные до того времени рукописи и памятники:
- «Ueber die Ueberreste der altbabylonischen Literatur in arabischen Uebersetzungen» (в «Memoires des savants etrangers» Императорской Академии Наук, 1858; на русском языке напечатана в «Русском Вестнике», 1859, под заглавием «Новооткрытые памятники древневавилонской литературы»);
- «Ueber Tammuz und die Menschenverehrung bei den Alten Babyloniern» 1860 (по-русски в приложениях к университетскому акту, 1860);
- «Achtzehn hebraische Grabschriften aus der Krim» («Мемуары Академии Наук», 1865; то же на русском языке: «18 еврейских надгробных надписей из Крыма», Санкт-Петербург, 1866);
- «Известия о хазарах, буртасах, мадьярах, славянах и руссах — Абу-Али-Ахмеда-бен Омара-Ибн-Даста, неизвестного доселе арабского писателя начала X века по рукописи Британского музея» (Санкт-Петербург, 1869);
- «Новооткрытый памятник маовитского царя Меши» («Христианское Чтение», 1870);
- «Ein Relief aus Palmyra mit 2 Inschriften» («Бюллетень Императорской Академии Наук», 1875);
- «Corpus Inscriptionum Hebraicarum, enthaltend Grabschriften aus Krim und andere Grabschriften u. Inschriften in alter hebraischer Quadratschrift, so wie auch Schriftproben aus Handschriften vom IX—XV Jahrhundert» (Санкт-Петербург, 1884; то же на русском языке: «Сборник еврейских надписей», дополнительное издание, Санкт-Петербург, 1884);
- «Предварительные заметки о найденных в Семиреченской области сирийских надгробных надписях» («Западно-Восточное Отделение Императорского Русского Архивного Общества», 1886);
- О тех же надписях Хвольсон напечатал два исследования в «Мемуарах Академии Наук» (1886, XXXIV, № 4 и 1890, XXXVII, № 3) и отдельно под заглавием: «Syrisch-Nestorianische Grabinschriften aus Semiretschie» (Санкт-Петербург, 1897).

По грамматике еврейского языка исследование «Покоящиеся буквы He, Wow и Jod в древнееврейской орфографии» («Христианское Чтение», 1881; первоначально напечатано на немецком языке в Лейдене в 1878 г. в «Трудах 3-го международного конгресса ориенталистов» и на английском языке в Дублине в 1890 г.).
В области экзегетики Нового Завета Хвольсону принадлежат следующие труды: «Последняя пасхальная вечеря Иисуса Христа и день его смерти» («Христианское Чтение», 1873 и 1875); в дополненном виде труд появился под заглавием: «Das letzte Passamahl Christi und der Tag seines Todes» (в «Мемуарах Академии Наук», 1892). Академическое издание содержит в себе основанное на глубоком изучении и тонком анализе источников исследование об отношениях саддукеев и фарисеев к Иисусу Христу и первым христианским общинам.
Вопреки традиционному представлению, Хвольсон доказывал, что лишь стоявшая в последнем до разрушения храма веке у власти партия аристократов-саддукеев могла быть заинтересована в казни Христа, а не народ и не его учителя фарисеи; множество древних текстов свидетельствуют, что в течение первого века между последователями учения Христа и евреями фарисейского толка существовали вполне дружелюбные отношения; вражда между представителями старой и новой религии началась лишь от начала II века, а именно против иудеев-христиан и усилилась со времени восстания Бар-Кохбы.
К области экзегетики принадлежат также:
- «Ueber das Datum im Evangelium Matthai XXVI, 17 Te de prote ton aksumon (греч.)» («Monatschr fur Gesch. u. Wiss. des Jud.», Бреславль, 1893);
- «Hat es jemals irgend einen Grund gegeben den Rusttag des judischen Passahfestes als prote ton aksumon (греч.) zu bezeichnen» («Zeitschr. fur Wissensch. Teologie», Лейпциг, 1896);
- «История ветхозаветного текста» («Христианское Чтение», 1874).

Другие труды:
- «Характеристика семитических народов» («Русский Вестник», 1872, то же по-немецки «Die Semit. Volker», Б., 1872);
- «О влиянии географического положения Палестины на судьбу древнего еврейского народа» («Христианское Чтение», 1875 и «Сборник Будущности» 1901);
- «Еврейские старопечатные книги» (1896);
- «О некоторых средневековых обвинениях против евреев» (опровержение обвинения евреев в употреблении для религиозных целей христианской крови, 1861; М., Текст, 2010);
- «Употребляют ли евреи христианскую кровь?» (два издания, 1879);
- «О мнимой замкнутости евреев» (1880).

### Переводы
Хвольсон состоял в Комитете для перевода Ветхого Завета при Санкт-Петербургской Духовной Академии и в 60-х годах XIX столетия, совместно с М. Голубевым, перевёл около 2/3 ветхозаветных книг на русский язык (напечатал в «Христианском Чтении»).
В 1882 году для английского библейского общества Хвольсон вместе с П. И. Саваитовым (по другой информации — с В. А. Левинсоном) перевёл 3/4 ветхозаветных книг на русский язык.
Кроме того, Хвольсон издал древний еврейский перевод первой книги Маккавеев, заимствованный из рукописного сочинения, составленного около 1180 г., с введением и критическими замечаниями (Берлин, 1897).

## Награды
- Бриллиантовый перстень (1856);
- Орден Св. Станислава 3-й степени (1860)[14];
- Почётный отзыв Демидовской премии (1862) — за рассуждение «О некоторых средневековых обвинениях против евреев»[15]
- Орден Св. Станислава 2-й ст. с императорской короной (1864);
- Орден Св. Анны 2-й ст. с императорской короной (1871)[16];
- Орден Св. Владимира 3-й ст. (1874);
- Орден Св. Станислава 1-й ст. (1882);
- Орден Св. Анны 1-й ст. (1889)[8];
- Тёмно-бронзовая медаль «В память войны 1853—1856» на Андреевской ленте;
- Медаль «В память царствования Императора Николая I»;
- Медаль «В память царствования императора Александра III»;
- Знак отличия беспорочной службы за L лет[8].

## Семья
Жена — Феофания Авраамовна Хвольсон (1822—1893), похоронена на Смоленском православном кладбище.
- Сын — Орест Данилович Хвольсон (1852—1934), физик, женат на Матильде Васильевне Хвольсон (1854—1929)[18].
  - Внучка — Анна Орестовна Хвольсон (1890—1942), с 1900 года была замужем за старшим лейтенантом Российского императорского флота Василием Васильевичем Вахтиным (1877—1917).
- Сын — Анатолий Данилович Хвольсон, инспектор страхового общества «Россия»[19].
  - Внук — Евгений Анатольевич Хвольсон (1891—1960), метеоролог, сотрудник Государственной публичной библиотеки в 1923—1930 годах[20].
- Сын — Владимир Данилович Хвольсон (1862—1931), юрист[21], был женат на детской писательнице Анне Борисовне Хвольсон (Душкиной).
  - Внук — Константин Владимирович Хвольсон (1898—1969), военный историк;
  - Внучка — княгиня Любовь Владимировна Чавчавадзе (1893—1984), жена князя Михаила Николаевича Чавчавадзе (1898—1965);
  - Внучка — графиня Феофания Владимировна Беннигсен (Бенигсен, 1887—1969), жена графа Адама Павловича Беннигсена, их сын — историк-востоковед и советолог Александр Адамович Беннигсен (1913—1988, женат на баронессе Елене Петровне Бильдерлинг, 1917—1996), внучка — политолог Мария Александровна Беннигсен-Броксоп (1944—2012).
- Сын — Дмитрий Данилович Хвольсон (1865—1878), похоронен на Смоленском православном кладбище[17].